# IWAO
山口 岩男（やまぐち いわお、1963年9月21日 - ）は、日本のギタリスト、シンガーソングライター、ウクレレ奏者。山口 岩男（やまぐち いわお）として1989年にデビューしたが、1999年からはIWAO名義、2015年4月にはヤマグチイワオとしてユニバーサルミュージックよりCDをリリース。

## 人物
山形県天童市生まれ。昭和57年度山形県立楯岡高等学校卒業、早稲田大学第二文学部中退。
小学6年でギターを手にし、中学で洋楽ロックにハマり、バンドを結成。中学、高校とバンド活動に明け暮れる。山形県立楯岡高等学校を卒業し、早稲田大学入学と同時に上京。学内サークルでバンド活動をし、オリジナル曲も手がける。 大学中退後の1989年、レコード会社に送ったデモテープがきっかけで日本コロムビアよりメジャー・デビュー。
2001年の弟の急死を境に、呼吸困難や精神的なダメージを感じ、病院に駆け込んだところパニック障害と診断され精神安定剤を服用するようになり、合計35種類の精神安定剤を12年間飲み続けていたほど、精神薬依存症に苦しんでいた過去を暴露した。薬を服用していた頃は薬の影響で激太りしたことや、まともに生活できないほど体はボロボロになっていた、とテレビ番組で告白した。この時期の体験をまとめたものが、以下の著書に綴られている。
2018年、山形弁を駆使したラップ「かえずのながさはえずばへっで」をリリース、山形県内で大ヒットし、山形放送ラジオでレギュラー番組「山口岩男の方言RockNight★」がスタート。現在は山形県内を中心に活動している。

## 音楽活動
ウクレレ奏者としては、ハーブ・オオタ、ジェイク・シマブクロなどと共演するほか、ハワイ、ニューヨーク、タイ、オーストラリア、韓国、台湾などで演奏。現在までにリリースしたウクレレ・アルバムの数（32枚）はハーブ・オオタに次いで世界第2位。ハーブ・オオタ、ハーブ・オオタJr.、ジェイク・シマブクロらハワイの音楽家と頻繁に共演。ギタリストとしては、主に原田真二、森山直太朗、ケツメイシなどのコンサートサポート、レコーディングに参加。
1991年、ギタリスト佐橋佳幸を通してウクレレに出会い、ハーブ・オオタに感銘を受け、以後ウクレレにのめり込む。日本テレビ火曜サスペンス劇場の主題歌「あなたの海になりたい」の作詞・作曲、中村雅俊に楽曲提供するなどソングライターとしての活動も行っている。
1997年頃より、ウクレレ奏者・ギタリストとしての活動が主になる。
2006年公開映画「赤い鯨と白い蛇」で初の映画音楽を担当。映画音楽をウクレレで手がける。

## 著書
- 「うつ病」が僕のアイデンティティだった〜薬物依存というドロ沼からの生還（株式会社ユサブル ISBN:978-4909249098、2018年4月）

## ディスコグラフィ

### 参加作品

#### ウクレレ
- 森恵 「涙そうそう」（アルバム「Grace of the Guitar」）
- The Coconut Cups「Moonlight Serenade」、「Blue Moon」、「On A Coconuts Island」（アルバム「Welcome to Hulaville "Romantic Hawaii"」）
- 関口和之「夏のBaby〜迷子に御用心〜」（アルバム「UKULELE CARAVAN」）
- 関口和之featuring KONISHIKI「海へ行こう～ukulele picnic～」「BRAZIL」（アルバム:「私の青空～MY BLUE HEAVEN～」）
- 関口和之&砂山オールスターズ「ミス・ブランニュー・デイ」「南たいへいよ音頭」（アルバム:「World Hits!? Of Southern All Stars」）
- 関口和之featuring 竹中直人「慕情」（アルバム:「口笛とウクレレ」）
- 馬場俊英「雨のシーズン」（アルバム「延長戦を続ける大人たちへ」）
- 嵐「Snowflake」（シングル「Happiness」初回限定盤）
- エイジアエンジニア「海」（アルバム「あぁ 素晴ら四季 日々」）
- Something ELse「恋しくて」（アルバム:「夏唄」）
- Mooney and his Lucky Rhythm（アルバム:「fats with us」）ウクレレで全曲参加
- Mooney and His Lucky Rhythm ウクレレで全曲参加（アルバム:「Let's Swing」）
- Mooney（アルバム:「Mooney Sings Louis」）ウクレレで全曲参加
- Mooney「はるか空のかなた」（アルバム:「晴れた夜」）
- KONISHIKI「PA`INA TIME」（アルバム:「PA`INA・パイナ」）
- Sandii`s Hawai`i「波」「Puakea」（DVD「Sandii`s Hawai`i－フラの心が伝わるように」）
- サンディー「ジョニー・エンジェル」「夢見る想い」（アルバム:「ウクレレ・ドリーミング」）
- 藤岡正明「HERE, THERE AND EVERYWHERE」（アルバム:「V.S.～Various Sessions～」）
- Noche「Ukulele Christmas」「Under the Blue Moon」（アルバム「Noche」）

#### ギター
- C・W・ニコル「The Wind blows」（アルバム「Lake Music」）
- 森山直太朗（アルバム:「森の人 Forest People」）ギターで全曲参加
- 鈴木桃子「静かな日々」（アルバム:「Makin' Music, Makin' Love」）
- ケツメイシ「夕日～泣き虫先生の3年戦争mix～」「トモダチ」「ビールボーイ」（アルバム:「ケツの穴_〜入門篇〜 」）
- ケツメイシ「3分ブッキング」（シングル:「トモダチ」）
- ケツメイシ「夕日」（シングル:「ファミリア」）
- ケツメイシ「旅」（アルバム:「ケツノポリス」）
- CHEMISTRY「STILL ECHO」（アルバム:「Second to None」）
- CHEMISTRY「愛しすぎて」（アルバム:「The Way We Are」）
- SMAP「ずっとずっと」（アルバム:「SMAP 015/Drink!_Smap!」）
- Soul Lovers「Here For You」（アルバム:「Soul Stew」）
- Soul Lovers「Turn The Life around」（アルバム:「New Age Channel」）
- 阿川泰子「HOURGLASS」「YESTERDAY'S RAIN」（アルバム:「Other World」）
- 山下久美子「LEAVING ON A JET PLANE」（アルバム:「Solus」）
- Herb Ohta「スウィート・サムワン」（アルバム:「UKULELE WAVE」）

#### ウクレレ＆ギター
- SANDII「KA NOHONA PILI KAI(涙そうそう)」（アルバム「SANDII’S LOVE2 PACIFIC」）
- Temiyan「白い珊瑚礁」（「アルバム:湘南アンソロジー」）
- CAPTAIN MOOK & THE ALA MOANA STRINGS
  - 「WALK DON'T RUN(ウクレレ）」「ウクレレクリスマス（ウクレレ、キーボード）」「ウクレレバレンタイン（ウクレレ、ギター、ヴォーカル、コーラス）」（アルバム:「関口和之 presents UKULELE CALENDAR」）

#### コーラス
- 高木ブー「Ob-La-Di,Ob-La-Da」「Here Comes The Sun」「Let It Be」（アルバム:「Let it Boo」）

#### ボーカル
- 「強殖装甲ガイバー」（シングル「強殖装甲ガイバー」）劇場公開版アニメ「強殖装甲ガイバー」挿入歌

#### 楽曲提供
- KONISHIKI「Ukulele Christmas -Nanakuli Version-」（作曲）（シングル:「Ukulele Christmas」）
- 真璃子「あなたの海になりたい」（作詞・作曲）日本テレビ系『火曜サスペンス劇場』主題歌
- 中村雅俊「100年の勇気」（作曲、コーラスで参加）（アルバム:「100年の勇気」）

### オムニバス
- アルバム「アロハ・ヘヴン・ルアナ」M18「アイランド・ブリーズ」
- アルバム「Resort　～サマー・リゾート・ミュージック～」M5「Just The Two Of Us」
- アルバム「HULA Le`a  Japan2」M8「クウ ヴェヒ オ ケ アウモエ」M13「アカカ フォールス」（ウクレレ、ギター、ベース、ヴォーカル）
- アルバム「ウクレレ 北の国から」M5「都会のテーマ」M6「 I LOVE YOU（山口岩男&照屋実穂）」
- アルバム「THE UKULELE BEATLES～4弦はアイドル～」M1「CAN'T BY ME LOVE（関口和之&山口岩男）」M17「HERE THERE AND EVERYWHERE（関口和之&山口岩男）」
- アルバム「UKULELE STANDARD」M5「フライ・ミー・トゥ・ザ・ムーン」M9「バードランドの子守唄（山口岩男&キヨシ小林:ウクレレ）」
- アルバム「Aloha Breeze2」M4「Smile（ウクレレ、アレンジ）」
- アルバム「Aloha Feel with Summer Classics」M5「I Can’t Tell You Why（ウクレレ、ギター、アレンジ）」
- アルバム「ウクレレ・エルヴィス」M7「ラヴ・ミー・テンダー」
- アルバム「ウクレレ・ウルトラマン」M10「ウルトラマンタロウ」
- アルバム「ウクレレジブリ」M13「ノーウーマンノークライ-ギブリーズepisode2-」
- アルバム「ウクレレビートルズ2」M3「Yesterday（山口岩男&吉川忠英）」
- アルバム「UKULELE LENNON～Aloha To The People～」M1「Imagine」
- アルバム「UKULELE CRAZY」M2「 MAUI CHIMES」
- アルバム「ground rythm」M2「FLYING ZIPPER（ギター）」M4「 SEVEN（スライド・ギター・ソロ ）」M3「RED（ギター）」M5「DO YOU KNOW THE WAY TO SAN JOSE（スライド／ドブロ・ギター）」